# 李奉翰
李奉翰（1733年—1799年），字薌林、香林、香亭，汉军正蓝旗人。清朝官员，曾任江南河道總督、两江总督，授世袭骑都尉。河道总督李宏之子。

## 生平
李奉翰捐赀授县丞。历任山东濰縣、萊陽縣、聊城县知县，安徽潁州府知府，山東青州府知府，直隸永平府知府。于1774年接替韩锡祚任苏松道道员一职，1775年由韩锡祚接任。历任乾隆四十一年江南河庫道、四十四年署江南河道总督、乾隆四十五年河东河道总督、四十六年至五十四年江南河道总督、五十二年兼署淮安关监督。乾隆四十六年（1781年）上疏请改革南河管理机构，增加河兵。先后督筑黄河考城决口、青龙口决口和李家庄、烟墩头诸、漫口、睢宁决口。勘查浙江海塘、漳河水势，奏请改海宁石坝为柴盘头，加修坦水；浚深漳河下游，都被乾隆帝批准；四十九年，授骑都尉世职。五十四年，河東河道總督（東河總督）。嘉慶二年（1797）任两江总督兼领南河事，授太子太保銜。嘉庆四年（1799年）卒于任。
修《永平府志》（清乾隆三十九年[1774]刻本）。纂辑《南工廟祠祀典》3卷（清乾隆44年（1779）江南河道總督署刻本）。

## 家庭
- 高祖李遇芳。
- 曾祖李成龍（字時庵），安徽巡撫、湖广总督。曾祖母高氏，其父鑲黄旗漢軍、两淮盐运使高天爵（三藩之乱中不屈被杀）；胞兄文恪公高其位，刑部侍郎、著名指画家高其佩。
- 祖父李世偀。祖伯父李世倬（字漢章，1687-1770），甘肅按察使、左副都御史，画家（师从母舅高其佩），與輔國公永璥时有诗画交往。
- 父李宏 (清朝) (字濟夫），江南河道總督。
- 胞弟李巴哈布，湖南巡撫。
- 胞兄李奉瑞，河間府河捕同知。其女李扶雲 (字松岑)，著有《松岑室稿》，嫁内务府镶黄旗汉军、嘉慶己未科進士馮氏象會（曾祖文肅公英廉）。
- 胞姊李氏，嫁镶黄旗汉军、吏部尚书郝玉麟之孙郝敏安（胞侄女郝氏系正蓝旗汉军、道光庚戌（1850）进士吉惠 (道光进士)的继母、光緒二年丙子（1876）恩科進士胡俊章之继祖母）。
- 胞姊李氏，继配嫁乾隆三十六年(1771)辛卯恩科三甲進士、大興包愫（胞弟乾隆五十二年丁未科進士包愷（乾隆进士），父乾隆七年壬戌科二甲進士包士瑞）；原配妻黄氏（父乾隆元年（1736年）丙辰科进士、大興黃登賢，母孔氏（父衍聖公曲阜孔毓圻；胞姊孔氏嫁内务府正黄旗汉军、内务府郎中兼佐领丁松，其父总管内务府大臣丁皂保，母高佳氏系镶黄旗满洲大学士高斌胞姊；胞姊孔氏嫁遂寧張懋齡，其父康熙九年（1670年）庚戌科进士、文华殿大学士张鹏翮）；胞叔乾隆二年（1737年）丁巳恩科进士黃登穀，祖父康熙三十年（1691年）辛未科探花黃叔琳，祖叔父康熙四十八年（1709年）己丑科同榜进士黃叔璥、黃叔琬）。
- 妻傅氏。其父镶黄旗汉军傅椿（号毅斋），历任江苏高邮州、太仓州知州，松江府、乾隆十年苏州府知府，兵备道，曾与亲家李宏 (清朝) 在江苏共治水患。
- 子李亨特（字曉園，1754-1815），嘉庆七年湖南按察使、江苏按察使、河东河道总督。妻黃氏（父镶红旗汉军黃淇，祖父三等忠勤伯、文襄公黃廷桂，曾祖福建巡撫黃秉中）。孙儿嘉庆庚午科顺天乡试举人善祺（字熙臺，庶母陳氏生），妻赫舍里氏（父镶蓝旗满洲明保，祖父漕運總督嘉謨；姑母赫舍里氏嫁正红旗满洲鈕祜祿氏常保，其子一等忠襄公和珅）。孙儿(李)善禧、(李)善寶。
- 子(李)慶徵，銮仪卫治仪正，袭骑都尉世职；(李)兆蘭、(李)履順、(李)托恩多。
- 女李佳氏，继配嫁都統、喀什噶爾參贊大臣（又總理回疆事務參贊大臣）宗室永芩（父諴密郡王弘暢，祖父諴恪親王允祕、康熙帝之二十四子）。其子宗室綿壘；其养父（胞叔）镇国将军永裕，养母高佳氏（父镶黄旗满洲、乾隆四十三年進士廣厚，祖父文华殿大学士文端公高晉）。